# Caroline Rominger
Caroline Rominger (15 mei 1983) is een golfprofessional uit Zwitserland. Haar broer is Martin Rominger.

## Amateur
Caroline deed eindexamen gymnasium en studeerde aan de University of South Carolina, waar zij college golf speelde. Als amateur won ze drie keer het Zwitsers Omnium. In haar laatste amateursseizoen won ze vijf grote toernooien.

### Gewonnen
- 2001: Swiss Junior Champion U18
- 2002: Swiss Junior Champion U21
- 2006: Swiss Amateur Champion (Strokeplay), Champ. du Tessin (St-Gall), Omnium op de Wylihof Golf Club
- 2007:	Omnium op de Golf Gerre Losone, Champ. du Tessin, (St-Gall, Engadine), Swiss Amateur Champion (Strokeplay)
- 2008: Omnium op de Golf Club de Lausanne, Champ. Suisse Centrale, Champ. Suisse Orientale, Zwitsers amateurkampioenschap (Matchplay & Strokeplay)

## Professional
Caroline werd eind januari 2009 professional en speelt sindsdien op de Ladies European Tour.